# Dorotów (województwo wielkopolskie)
Dorotów – osada w Polsce położona w województwie wielkopolskim, w powiecie gostyńskim, w gminie Borek Wielkopolski. Wchodzi w skład sołectwa Karolew.
W latach 1975–1998 miejscowość administracyjnie należała do województwa leszczyńskiego.